# (8870) von Zeipel
(8870) von Zeipel est un astéroïde de la ceinture principale.

## Description
(8870) von Zeipel est un astéroïde de la ceinture principale. Il fut découvert le 6 mars 1992 à La Silla par le programme UESAC. Il présente une orbite caractérisée par un demi-grand axe de 2,94 UA, une excentricité de 0,14 et une inclinaison de 2,0° par rapport à l'écliptique.

## Compléments